# El nervio del volcán
El Nervio del Volcán es el cuarto y último álbum de estudio de la banda de rock mexicana Caifanes, publicado en junio de 1994. Este fue su último trabajo de estudio, antes de la separación de la banda por diferencias entre Saúl Hernández y Alejandro Marcovich

## Generalidades
El Nervio del Volcán fue un disco con gran éxito comercial y que coincidió con la participación de la agrupación en WOMAD y cuando abrieron un concierto de los Rolling Stones. Los sencillos de este disco fueron «Afuera», «Aquí no es así» y «Ayer me dijo un ave»; el primero y el segundo fueron también promovidos en vídeo por MTV Latino. Los vídeos de «Afuera» y «Aquí no es así» fueron dirigidos por el cineasta Carlos Marcovich, hermano del guitarrista de la banda. Forma parte de la lista de los 100 discos que debes tener antes del fin del mundo, publicada en 2012 por Sony Music.
Si bien el material reunido en este álbum sigue por un lado con las fusiones entre rock y música mexicana y latinoamericana, por el otro, el disco toca un rock más duro que el que Caifanes había practicado anteriormente, además de aproximarse a nuevos géneros, como lo demuestra el toque de jazz de «Quisiera ser alcohol». Así también en este disco, las letras de Saúl Hernández reflejan una amplia madurez poética, llena de simbolismos y con amplios toques surreales, estilo que perfeccionó tras el rompimiento de Caifanes en su posterior agrupación, Jaguares. También este disco muestra a Alejandro Marcovich finalmente logrando llevar a cabo el proyecto guitarrístico que él había diseñado para sí mismo a principios de los años 1980, y que él mismo llamó como "una guitarra eléctrica con toda la fuerza y la potencia del rock, pero con melodías marcadamente latinoamericanas", como se aprecia en sus diseños de arreglos y solos en canciones como «Aquí no es así», «Afuera», «Aviéntame» e incluso en el arreglo de multipistas que llevó a cabo usando su ebow en «La llorona», simulando una sección de violines.

"Es un muy buen disco que creo que vendió mucho también por el trabajo que hicimos con los otros álbumes. Gracias al Disco Negro, El Diablito, El Silencio y todo el trabajo que hicimos de por medio. Pero en ese momento no fue nada más el álbum, creo que había toda esa necesidad, esas expectativas y muchas cosas más; Sabo y Diego se salieron en el proceso, no sabíamos qué iba a pasar si seguíamos adelante.

Los grupos de rock tenemos la peculiaridad de juntarnos quienes no deben estar juntos y sin embargo, se dan cosas muy padres también; entonces, es una ironía. Conozco muchos grupos que no se aguantan entre ellos y están juntos. Pero creo que deberíamos estar juntos todavía; que Sabo y Diego no debieron haber salido. Desde mi punto de vista. Debimos haber sido más fuertes y continuar juntos, debimos haber superado muchas cosas y creo que eso que dejaron les pertenecía también a ellos. El grupo estaba muy fuerte cuando se salieron y, bueno, trabajaste tantos años y luego te vas. Pero lo respeto también y entiendo por qué se fueron. Aquí nadie está a fuerza, ni es un matrimonio (que ni ahí estás a fuerza).
Empezaba a haber falta de comunicación, esas marcaciones territoriales y nosotros estábamos acostumbrados a otra cosa: un grupo en donde el territorio es de todos. Entiendo que Sabo y Diego sintieran que el grupo ya no les estaba dando tanto y también que existieran necesidades personales para hacer otras cosas.
Por eso, cuando salió el Nervio, ya estaba muy marcado lo que yo intuía. Cuando salieron Sabo y Diego, dije, esto no es Insólitas (Imágenes de Aurora) y no quieran transformarlo en "El Safari", esta es otra historia. Era muy extraño."
Saúl Hernández.

## Lista de canciones
Todos los temas son de Saúl Hernández excepto donde se indica.
Todas las letras son de Saúl Hernández excepto en Aquí no es así, de Hernández/Marcovich.
| N.º | Título                                           | Duración |  |
| 1.  | «Afuera»                                         | 4:48     |  |
| 2.  | « Miedo»                                         | 4:45     |  |
| 3.  | «Aquí no es así» (Marcovich, André, Hernández)   | 4:54     |  |
| 4.  | «Ayer me dijo un ave»                            | 3:29     |  |
| 5.  | «Hasta que dejes de respirar» (Hernández, André) | 4:10     |  |
| 6.  | «Aviéntame»                                      | 4:32     |  |
| 7.  | «El animal» (Marcovich, André, Hernández, Fong)  | 3:05     |  |
| 8.  | «Quisiera ser alcohol»                           | 5:09     |  |
| 9.  | «Pero nunca me caí» (Hernández, Marcovich)       | 4:12     |  |
| 10. | «El año del dragón»                              | 3:47     |  |
| 11. | «La llorona»                                     | 5:10     |  |

## Videoclips
- Aquí no es así
- Afuera

## Créditos y personal

#### Caifanes
- Saúl Hernández – Voz, segunda guitarra rítmica en "El año del dragón"
- Alejandro Marcovich – Guitarra eléctrica, guitarra líder, guitarra acústica, "guitarras-violines" (guitarras eléctricas grabadas con EBow)
- Alfonso André – Batería y percusión

#### Colaboradores
- Federico Fong – Bajo Bajo sin trastes
- Yann Zaragoza – Piano, órgano Hammond y teclados
- Cecilia Toussaint – Coros
- Stuart Hamm – Bajo sin trastes en "Quisiera ser alcohol"
- Lenny Castro – Percusiones
- Jerry Hey – Trompeta en "Quisiera ser alcohol"
- Jerry Goodman – Violín eléctrico en "Pero nunca me caí" y "El animal"
- Graham Nash – Armónica en "Pero nunca me caí"
- Jeffrey "Marty" Vanston – Sintetizador en "Aquí no es así" y "Ayer me dijo un ave"[4]